# ABA 파이널
ABA 파이널(영어: ABA Finals)은 ABA의 챔피언십 시리즈로 1968년부터 1976년까지 이어졌는데 동부 컨퍼런스 승자와 서부 콘퍼런스 승자가 맞붙게 되며 먼저 4경기를 승리하는 팀이(7전 4선승제) 우승한다.

## 내력
| 연도 | 우승팀            | 스코어 | 준우승팀              | MVP           | 소속팀            |
| ---- | ----------------- | ------ | --------------------- | ------------- | ----------------- |
| 1968 | 피츠버그 파이퍼스 | 4승3패 | 뉴올리언스 버커니어스 | 코니 호킨스   | 피츠버그 파이퍼스 |
| 1969 | 오클랜드 오크스   | 4승1패 | 인디애나 페이서스     | 워런 자발리   | 오클랜드 오크스   |
| 1970 | 인디애나 페이서스 | 4승2패 | 로스앤젤레스 스타스   | 로저 브라운   | 인디애나 페이서스 |
| 1971 | 유타 스타스       | 4승3패 | 켄터키 커널스         | 젤모 비티     | 유타 스타스       |
| 1972 | 인디애나 페이서스 | 4승2패 | 뉴욕 네츠             | 프레디 루이스 | 인디애나 페이서스 |
| 1973 | 인디애나 페이서스 | 4승3패 | 켄터키 커널스         | 조지 맥기니스 | 인디애나 페이서스 |
| 1974 | 뉴욕 네츠         | 4승1패 | 유타 스타스           | 줄리어스 어빙 | 뉴욕 네츠         |
| 1975 | 켄터키 커널스     | 4승1패 | 인디애나 페이서스     | 아티스 길모어 | 켄터키 커널스     |
| 1976 | 뉴욕 네츠         | 4승2패 | 덴버 너기츠           | 줄리어스 어빙 | 뉴욕 네츠         |

<참고사항>
- ABA가 마지막 시즌(1975~1976시즌) 중반까지 7개 팀으로 줄면서 리그는 디비전 플레이를 포기했다.
- 인디애나 페이서스는 1969~1970시즌과 1970~1971시즌 사이에 동부 디비전에서 서부 디비전으로 이적했다.

## 파이널 진출 횟수
| 팀                    | 파이널 진출 횟수 | 우승 횟수              | 준우승 횟수      |
| --------------------- | ---------------- | ---------------------- | ---------------- |
| 인디애나 페이서스     | 5회              | 3회 (1970, 1972, 1973) | 2회 (1969, 1975) |
| 뉴욕 네츠             | 3회              | 2회 (1974, 1976)       | 1회 (1972)       |
| 켄터키 커널스         | 3회              | 1회 (1975)             | 2회 (1971, 1973) |
| 유타 스타스           | 3회              | 1회 (1971)             | 1회 (1974)       |
| 로스앤젤레스 스타스   | 1회              | 빈칸                   | 1회 (1970)       |
| 오클랜드 오크스       | 1회              | 1회 (1969)             | 빈칸             |
| 피츠버그 파이퍼스     | 1회              | 1회 (1968)             | 빈칸             |
| 덴버 너기츠           | 1회              | 빈칸                   | 1회 (1976)       |
| 뉴올리언스 버커니어스 | 1회              | 빈칸                   | 1회 (1968)       |

## 같이 보기
- NBA 파이널
- WNBA 파이널
- NBA G 리그 파이널
- NBL 챔피언십